# 카보베르데 축구 연맹
카보베르데 축구 연맹(포르투갈어: Federação Caboverdiana de Futebol, FCF)은 카보베르데의 축구를 관장하는 기관이다. 1982년에 설립되었으며 1986년에는 FIFA에, 2000년에는 CAF에 소속되어 있다. 이는 국가 축구 리그와 국가대표팀을 조직한다.
이 연맹은 수도인 프라이아에 본부를 두고 있으며 스포츠 단지들이 위치한 바르제아 구역의 아베니다 시다데 데 리스보아에 위치하고 있다.
사무실은 에스타디오 다 바르제아의 바로 남쪽에 있으며 동쪽에 작은 들판이 있다. 이 건물은 인근 경기장도 수리한 후 2006년에 완공되었다. 2013년부터 카이사 건물은 사무실과 인접해 있다.

## 프리미어리그 또는 인터아일랜드 리그
카보베르데 프리미어리그는 A, B조와 섬에서 가장 많은 승점을 기록한 팀으로 구성돼 있지만, 산티아고와 산토앙은 섬 내 2개 구역으로 나뉘어 프리미어리그에 진출하고, 다른 곳에서는 2, 3부 리그 상위 팀이 진출하지 않다. 플레이오프로 향하기까지 5~6라운드 정도만 남아 있고, 5월이나 6월에 치러진다.